# ヒューバート・スティーブンス
ジョン・ヒューバート・スティーブンス （John Hubert Stevens、1890年3月7日 - 1950年11月26日）は、1930年代に活躍したアメリカ合衆国のボブスレー選手。2度冬季五輪に出場し、1932年のレークプラシッドオリンピックの男子2人乗りで金メダルを獲得した。
ニューヨーク州にあるアディロンダック山地のスティーブンス湖は彼にちなんでいる。兄弟に同じくボブスレー選手のカーチス・スティーブンスとポール・スティーブンスがいる。